# Distretto di Ouamri
Il distretto di Ouamri è un distretto della Provincia di Médéa, in Algeria.

## Comuni
Il distretto di Ouamri comprende 3 comuni:
- Ouamri
- Oued Harbil
- Hannacha